# Diodella crassifolia
Diodella crassifolia är en måreväxtart som först beskrevs av George Bentham, och fick sitt nu gällande namn av Attila L. Borhidi. Diodella crassifolia ingår i släktet Diodella och familjen måreväxter. Inga underarter finns listade i Catalogue of Life.